# Tejovití
Tejovití (Teiidae) jsou čeleď ještěrů, rozšířená především v neotropické oblasti, někteří zasahují i do Severní Ameriky. Tejovití ještěři jsou neobyčejně rozmanití ve velikosti i tvaru těla. Většinou mají dlouhý lámavý ocas, dobře vyvinuté končetiny a rozeklaný, zatažitelný jazyk. Typická je pro ně mohutná hlava, krytá nápadnými štítky.
Většinou se jedná o pozemní ještěry, ale najdeme mezi nimi i šplhavé či obojživelné druhy.

## Zástupci
Tejovití ještěři jsou značně rozmanití. Mnozí z nich jsou zajímavým příkladem biologické konvergence. Větší druhy (zvláště zástupci rodů Tupinambis a Callopistes) se nápadně podobají starosvětským varanům, menší druhy (např. rody Cnemidophorus, Ameiva aj.) zase v Jižní Americe zastupují ještěrky. Zástupcem obojživelných druhů je rod Crocodilurus nebo známá dracéna guyanská (Dracaena guianensis), která je zároveň největším druhem čeledi. Dorůstá délky až 130 cm. Zvláštností je i druh Echinosaura horrida z pouští Peru a Ekvádoru. Tento ostnitý pouštní ještěr, živící se mravenci, vzdáleně připomíná australského molocha.

## Výskyt
Tejové se vyskytují v Americe od jižní Kanady (druh Cnemidophorus sexlineatus zasahuje až k Velkým jezerům) do Patagonie. Vyskytují se také na některých ostrovech, například na Antilách. Nejvíce druhů žije v oblasti Amazonie. Obývají různá prostředí od pouští a polopouští přes savany až po deštné pralesy, bažiny a břehy řek. Někteří tejovití ještěři (zvláště zástupci rodu Ameiva) jsou synantropní a adaptovali se na prostředí plantáží, městských parků či zahrad.

## Potrava

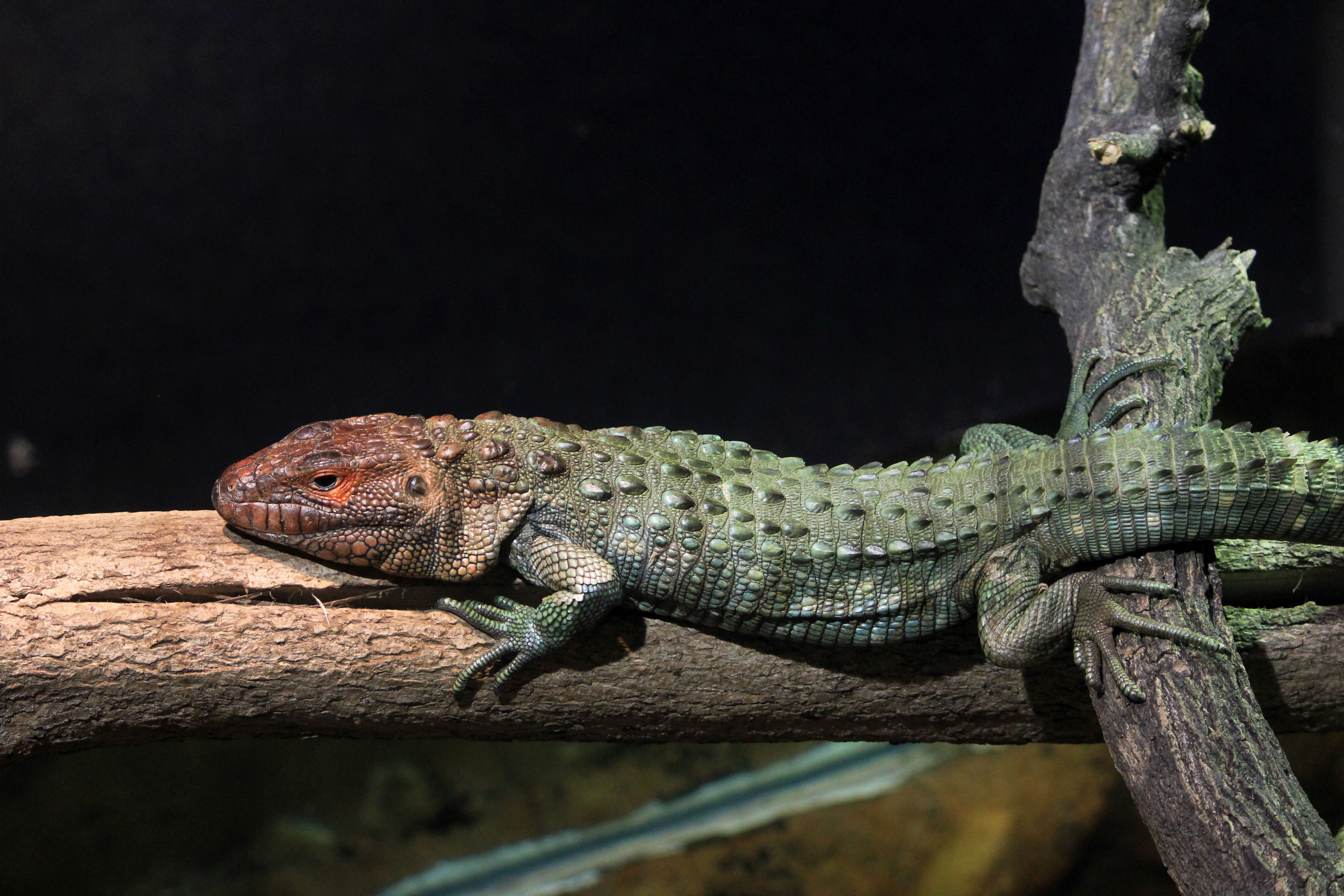
Tej při lovu

Tejové jsou většinou masožraví nebo všežraví. Drobné druhy se živí především hmyzem, který často loví ve spadaném listí. Větší druhy se živí drobnými obratlovci, ptačími vejci a často také ovocem. Zejména velcí tejové rodu Tupinambis jsou známí jako škůdci drůbeže, protože rádi loví domácí kuřata. Dracéna guyanská je potravní specialista, živí se především vodními plži, jejichž ulity drtí silnými čelistmi.

## Rozmnožování
Všichni tejové jsou vejcorodí. Jejich vejce mívají zpravidla kožovitou, méně často vápenitou skořápku. Počet vajec ve snůšce může být různý, od 2 do 80, velké druhy kladou obvykle více vajec. Samice některých druhů kladou vejce do společných líhnišť, kde se jich může nashromáždit i několik stovek. Zajímavý způsob rozmnožování se vyvinul u velkých tejů rodu Tupinambis, dracény a některých dalších druhů. Tito ještěři kladou vejce do termitišť, zpravidla stromových termitů, kde mají optimální vlhkost i teplotu pro vývin. Mláďata se po vylíhnutí nakrmí termity a teprve potom se prohrabou ven.
U některých druhů bičochvostů (Cnemidophorus) byla zaznamenána partenogeneze.

## V lidské kultuře
Jihoameričtí indiáni loví větší druhy tejovitých ještěrů pro maso a kůži, podobně jako leguány zelené. V mytologii kmene Guaraní hraje důležitou roli Teju Jagua, božstvo v podobě ještěra teju se sedmi hlavami a ohnivýma očima (podle jiné verze teju s hlavou psa), který střeží podzemní svět a je vládcem pokladů. Je nejstarší ze sedmi bratrů, synů lidské ženy Kerany a zlého dcuha Taú, kteří se následkem kletby bohyně Měsíce Arasy narodili jako monstra.

## V teráriu
Mnozí tejové jsou chováni jako terarijní zvířata. Pro svůj efektivní vzhled je velmi často chována dracéna guyanská. V České republice ji můžeme spatřit v Zoo Praha, Brno i Plzeň. Zajímaví a velmi vytrvalí chovanci jsou i zástupci rodu Tupinambis, i když se pro svou velikost příliš nehodí pro běžná bytová terária. Jsou to "inteligentní" ještěři, kteří se brzy naučí znát svého chovatele a snadno se ochočí. V zajetí se však rozmnožují jen zřídka a mají také sklon k tučnění. Menší druhy, například ameivy (Ameiva) nebo bičochovsti (Cnemidophorus), jsou atraktivně zbarvení ještěři. dovážejí se však jen zřídka, jsou velmi plaší a značně choulostiví.